# Nelly Wolffheim

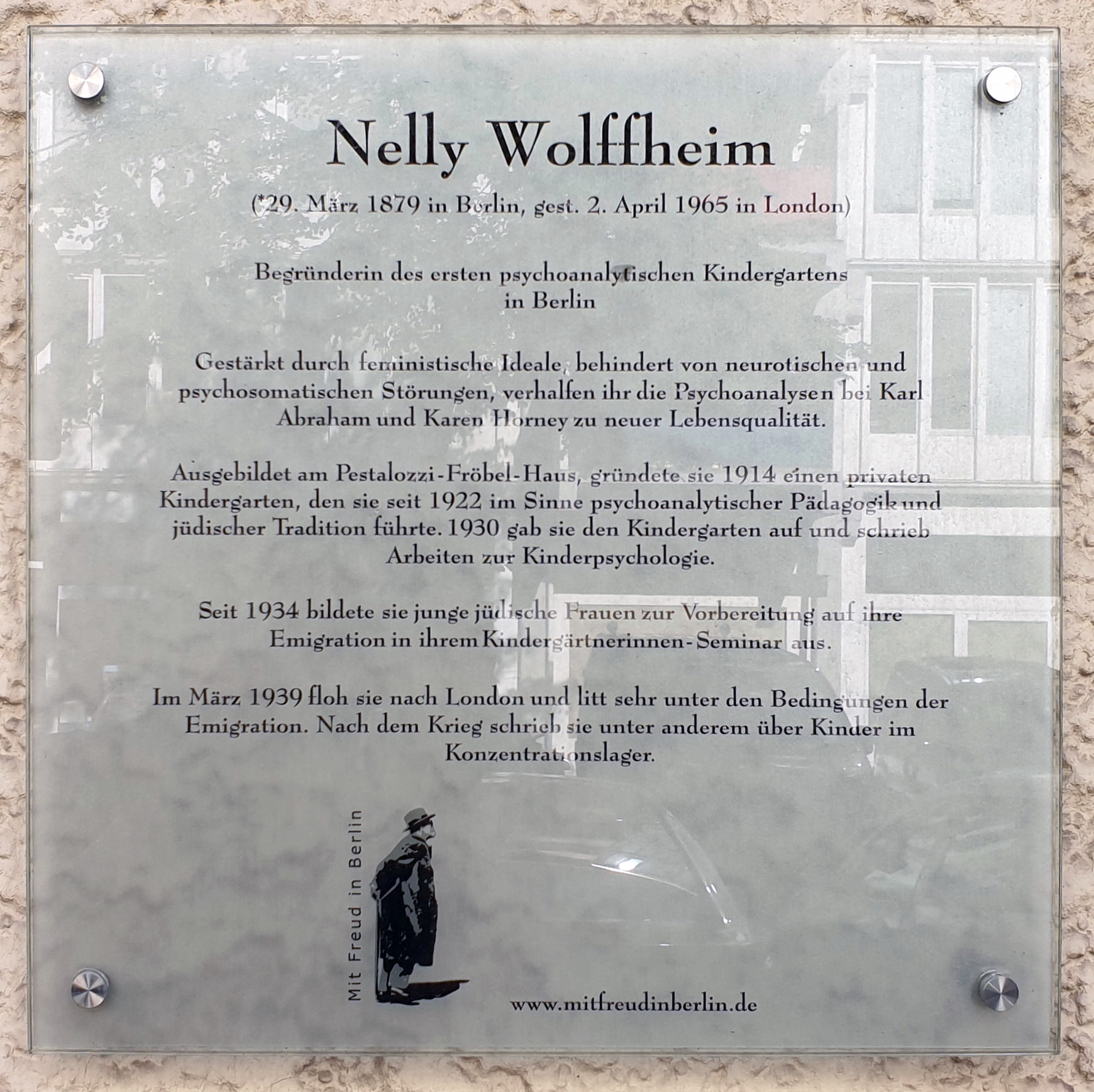
Gedenktafel am Haus, Waitzstraße 16, in Berlin-Charlottenburg

Nelly Wolffheim (* 29. März 1879 in Berlin; † 2. April 1965 in London) war eine deutsche Pädagogin, Gründerin des ersten psychoanalytischen Kindergartens in Deutschland und Fachpublizistin.

## Leben und Wirken

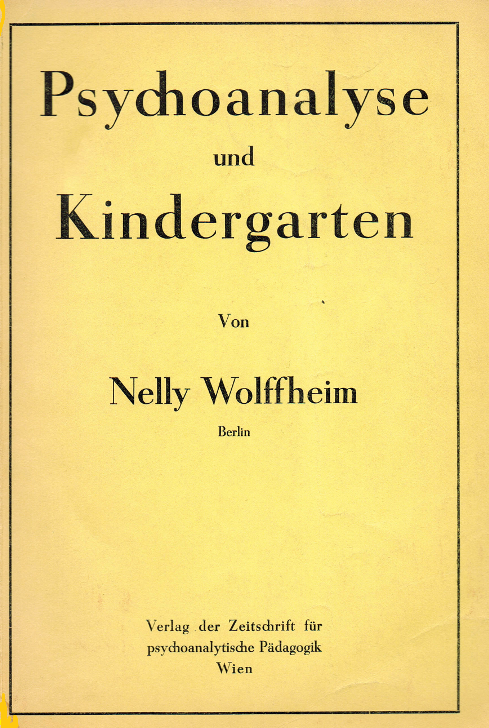
Nelly Wolffheims Standardwerk: Psychoanalyse und Kindergarten

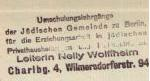
Stempel der Umschulungslehrgänge der Jüdischen Gemeinde zu Berlin

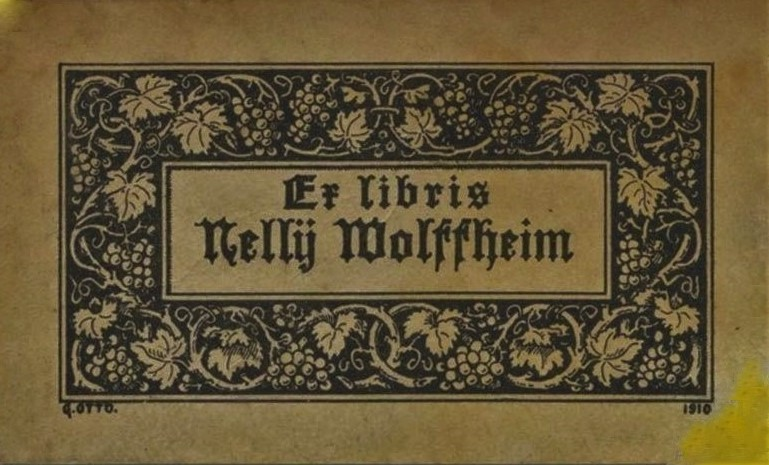
Ex libris aus dem Jahre 1910; archiviert im Ida-Seele-Archiv

Sie war das jüngste von zwei Kindern einer jüdischen Kaufmannsfamilie. Der Vater war Besitzer eines sog. Engrosgeschäftes, das große Konfektionsfirmen in Berlin, Hamburg, Köln, Frankfurt, Dresden, Leipzig und München mit Kurzwaren, Litzen, Borten und Posamenten belieferte. Von frühester Kindheit an litt das Mädchen an überwiegend psychosomatisch bedingten Krankheiten.  Diesbezüglich schrieb sie in ihrer Autobiografie: Es ist wohl kaum zu bezweifeln, daß ich ein schwer neurotisches Kind war. Die vielen körperlichen Beschwerden, die ich hatte, wurden, wenn sich bei ärztlichen Untersuchungen keinerlei physische Ursachen nachweisen ließen, für 'nervös' gehalten (Wolffheim 1964, S. 3).
Wegen ihrer häufigen Krankheiten wurde sie von der öffentlichen Schule genommen und erhielt Privatunterricht. Im Alter von 17 Jahren entschied sich Nelly Wolffheim, gegen den Willen der Eltern, für eine Ausbildung zur Kindergärtnerin, die sie am renommierten Berliner Pestalozzi-Fröbel-Haus absolvierte.  Anschließend arbeitete die junge Kindergärtnerin ehrenamtlich in einem jüdischen Kindergarten, dann in einem Seminarkindergarten ihrer einstigen Ausbildungsstätte. Doch bald stellten sich neue schwere Krankheiten ein. Nahezu zehn Jahre verbrachte sie im Krankenzustand und reiste mit ihrer Mutter von einem Sanatorium zum anderen, ohne Heilung zu finden. In dieser Zeit begann sie sich schriftstellerisch zu betätigen und besuchte zur persönlichen Fortbildung philosophische und psychologische Kurse.
1910 begann Nelly Wolffheim wieder pädagogisch zu arbeiten. Sie erteilte zunächst Kindern aus dem Bekanntenkreis Handfertigkeitsunterricht. Diese Tätigkeit ermunterte sie, 1914 einen Privatkindergarten in der elterlichen Wohnung zu eröffnen. Dieser wurde acht Jahre später, nachdem Nelly Wolffheim in Kontakt mit der Psychoanalyse (sie selbst befand sich in psychotherapeutischer Behandlung bei Karl Abraham und später bei Karen Horney) kam, nach Ideen der psychoanalytischen Pädagogik geführt.
1930 löste sie ihren psychoanalytischen Kindergarten, den ersten Deutschlands, auf und widmete sich nur noch ihrer schriftstellerischen Tätigkeit. Hohe Anerkennung fand ihre Schrift Psychoanalyse und Kindergarten, die 1930 erschien. Darin konstatierte die Autorin über die Intentionen einer psychoanalytisch orientierten (Kindergarten-)Pädagogik: Vor allem rechnet psychoanalytische Erziehung mit dem Luststreben des Kindes und anerkennt die Größe der ihm gestellten Aufgabe, sich der Realität anzupassen. Daher unterdrücken wir des Kindes Willensstrebungen nur, wenn es durch äußere Faktoren unbedingt erforderlich wird. Nicht als Verweichlichung erscheint uns dies, sondern als der Weg zur freien Entwicklung. Unterdrückung bedeutet dem psychoanalytischen Erzieher Hemmung, die zu verdrängendem Aufbegehren, Affekthäufung und Haßbildung führt, alles Momente, die nachteiligen Einfluß auf das Seelenleben gewinnen (Wolffheim 1930, S. 24).
1934 gründete Nelly Wolffheim, auf Anregung und mit Unterstützung der Jüdischen Gemeinde Berlin, ein Kindergärtnerinnenseminar, da jüdischen Mädchen und jungen Frauen die staatliche Ausbildung verschlossen war. Geduldet von den NS-Behörden, leitete sie bis zu ihrer Auswanderung, 1939 nach England, die Bildungsinstitution. Diese  durfte zuletzt nur noch mehr junge Mädchen und Frauen in sogenannten „Umschulungslehrgängen für die Erziehungsarbeit in jüdischen Privathaushaltungen und Heimbetrieben“ auf eine Auswanderung vorbereiten.
Nach 1945 kehrte Nelly Wolffheim nicht mehr in ihre Heimat zurück, veröffentlichte aber wieder in ihrer Muttersprache in verschiedenen Zeitschriften. Unter anderem beschäftigte sie sich mit der Lage von traumatisierten Kindern aus Konzentrationslagern, die seinerzeit in London in der Hampstead Clinic unter Leitung von Anna Freud betreut/analysiert wurden. Dabei traten seelische Abweichungen und Verhaltensstörungen zutage, die man in ihrer Multidimensionalität in keiner bisher bekannten Nomenklatur kannte. Für ihre Untersuchung versuchte Nelly Wolffheim vergeblich in Kontakt mit Anna Freud zu kommen, die sie als Wissenschaftlerin und Praktikerin der psychoanalytischen Pädagogik sehr schätzte. Demgegenüber erschien der Tochter von Sigmund Freud die Laienkinderanalytikerin nicht als wissenschaftliche Gesprächspartnerin würdig genug (vgl. Hoffer 1999, S. 34 ff.). Zum Verhältnis der beiden Frauen meinte Gerd Biermann, der mit ihnen zusammenarbeitete und sie gut kannte, dass sich Nelly Wolffheim in einer Art Haßliebe von Anna Freud als Kinderpsychologin nicht anerkannt fühlte, und das stimmte wohl auch (zit. n. Berger 1995, S. 199). Dass die beiden Frauen weder privat noch wissenschaftlich in Kontakt standen, obwohl sie in unmittelbarer Nachbarschaft wohnten, dokumentiert auch Karl-Heinz Hoffer (1999) in seiner Magisterarbeit.

## Werke (Auswahl)
- Literatur von und über Nelly Wolffheim im Katalog der Deutschen Nationalbibliothek
- Zur Geschichte der Prügelstrafe in Schule und Haus. Eine pädagogische Studie, Berlin 1905
- Soll ich mein Kind in den Kindergarten schicken?, Nürnberg 1910
- Psychoanalyse und Kindergarten, Leipzig 1930
- Kinderspiel und Kinderarbeit. Briefe aus dem Kindergarten an eine Mutter, Stuttgart 1930
- Kinder aus Konzentrationslagern, in: Praxis der Kinderpsychologie und Kinderpsychiatrie, 7 1958, S. 302–312; 8 1959, S. 20–27 u. 59–71
- Die Rätselhaftigkeit menschlichen Lebens, München 1964
- Psychoanalyse und Kindergarten und andere Arbeiten zur Kinderpsychologie, München/Basel 1966